# Josef Mann

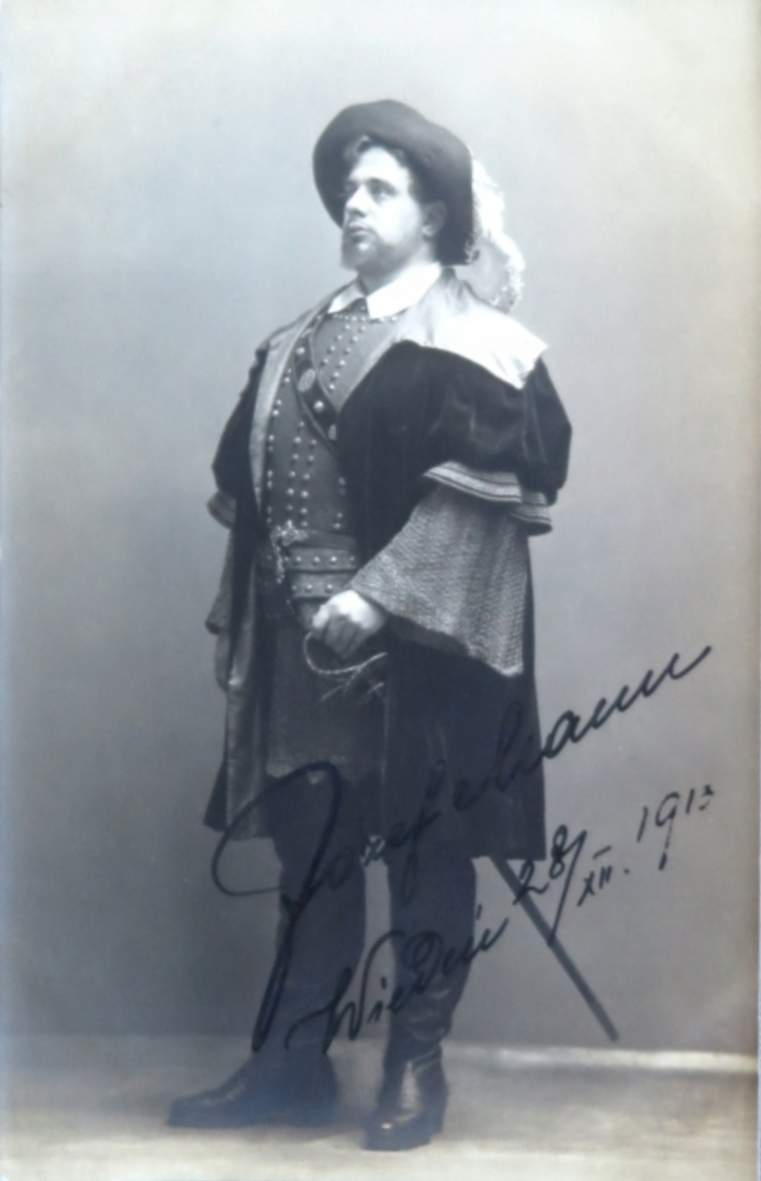
Józef Mann in 1913

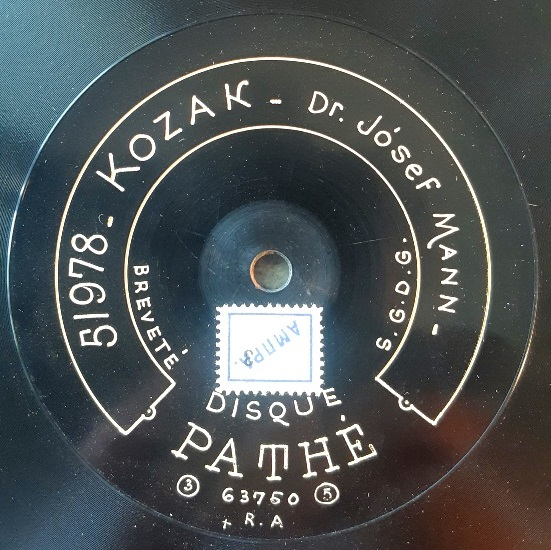
Schallplatte von Józef Mann (Lemberg 1910)

Josef Mann, auch Joseph Mann oder Józef Mann, (* 24. Februar 1883 in Lemberg, Galizien, Österreich-Ungarn; † 5. September 1921 in Berlin, Deutschland) war ein österreichischer Opernsänger (Tenor).

## Leben
Manns Heimatstadt, wo er als Kind von Rudolf und Emily Mann geboren wurde, gehörte zur Zeit seiner Geburt zum Kronland Galizien der Donaumonarchie. Mit dem größten Interesse widmete sich die ganze Familie der Musik und dem Theater. Seine drei Schwestern Wilhelmine, Pauline und Frederike erhielten nach der Vollendung ihres sechsten Lebensjahres Klavierunterricht. Josef sowie sein älterer Bruder Wilhelm erlernten während ihrer Schuljahre das Flötenspiel (Wilhelm auch noch Geige) bei Josef Fredl.
Josef Mann begann mit dem Singen schon in der siebten Klasse des Gymnasiums, er trat solistisch und in Schulchören auf. Die Chorleiter erkannten seine Stimmvirtuosität und sein überdurchschnittliches Talent und schickten ihn zum Gesangsunterricht. Im Jahr 1901 bestand Josef Mann die Matura und nahm das Jusstudium an der Universität Lemberg auf. Zu dieser Zeit sang er als Bassbariton. In den sonntäglichen Konzerten der armenischen Kathedrale sang er Solostücke, begleitet von Stanisław Fiszer an der Orgel und seinem Bruder Wilhelm Mann an der Geige. Nachdem er sein Studium abgeschlossen hatte, absolvierte er das Gerichtsjahr am Gericht in Lemberg in der Batorystraße und arbeitete danach in einer Anwaltskanzlei. Daneben führte er ab 1906 sein Studium bei Walerij Wysocki fort. Hier traf er auf berühmte zeitgenössische Opernsänger, die in ihm den Wunsch einer Bühnenkarriere weckten. In den Jahren 1906–09 trat er oft bei Konzerten auf. 1908 nahm er an der Amateurvorstellung von Moniuszkis „Verbum Mobile“ teil, wo er die Baritonpartie des „Stach“ übernahm. In dieser Zeit war Ludwik Heller der Direktor der Lemberger Oper.
Josef Mann war verheiratet mit Janina Cybulska.

## Karriere
Mit seiner ersten Partnerin Jadwiga Dębicka hatte Josef Mann in Lemberg am 25. Oktober 1909 sein offizielles Debüt mit der Rolle des „Jontek“ in Stanisław Moniuszkos Oper „Halka“. Die begeisterten Zuschauer forderten mehrmals eine Zugabe. Die zeitgenössischen Kritiker Niewiadomski und Walter priesen in den Lemberger Zeitungen seine Stimmvirtuosität, seine deutliche Diktion und den tiefen Klang sowie sein offenes Spiel auf der Bühne, das die Zuschauer verzaubert habe. Im Jahr 1910 trat er in Verdis „Aida“ in der Rolle des „Radames“ auf. Seine Partnerin als „Aida“ war Irene Heller. Mann sang als nun Tenor und begann damit seine große Karriere. Mit Beginn der Saison 1910/11 wurde Josef Mann für zwei Jahre Ensemblemitglied der Lemberger Oper. Aus dieser Zeit stammen auch seine ersten Grammophonaufnahmen, später entstanden vor allem auf „Pathé“ und „Odeon“ rund 50 Aufnahmen mit deutschen und polnischen Opern- und Liedtiteln des Künstlers.
Im Jahr 1912 kam für einige Gastauftritte die italienische Sängerin Labla nach Lemberg, wo die Oper „Carmen“ von Bizet vorbereitet wurde, in der auch Josef Mann auftrat. Sein Musikstudium vertiefte er auch noch bei Guagni in Mailand.
1912–15 war er an der Wiener Volksoper engagiert. 1915/16 sang er am Neuen königlichen Hoftheater in Wiesbaden; dort übernahm er in der Uraufführung von Julius Bittners „Das höllisch Gold“ die Partie des „Teufels“. 1916–19 wirkte er am Landestheater in Darmstadt. Gastspiele führten ihn nach Prag, Bukarest, Dresden, Stuttgart, Frankfurt am Main, Berlin, München, Basel und Wien. Im Jahr 1918 unterschrieb er einen Zweijahresvertrag mit der Staatsoper Unter den Linden. Hier sang er 1919 in der Berliner Erstaufführung von Hans Pfitzners „Palestrina“ die Titelrolle.
In der Zeit seines Engagements in Berlin boten ihm Vertreter der Metropolitan Opera einen gut dotierten Fünfjahresvertrag an. Er sollte den Platz des Startenors Caruso übernehmen, der wegen schwerer Krankheit von der Bühne zurückgetreten war. Mann bereitete sich auf Auftritte in englischer Sprache vor und arbeitete an der Hauptrolle von Korngolds „Die tote Stadt“. Am 18. Oktober 1921 wollte er seine Reise antreten, um in New York den Höhepunkt seiner künstlerischen Karriere zu erreichen. Davor hätte er in Berlin noch vier Mal in „Aida“ auftreten sollen. Am 5. September 1921 erlitt Josef Mann beim Verlassen der Bühne nach dem 2. Akt einen Herzinfarkt und verstarb vor Ort.
Josef Mann hinterließ zahlreiche Aufnahmen für Pathé (Lemberg 1910–11 und Wien 1912) und Odeon (Berlin 1919–21).

## Repertoire (Auswahl)
| - Eugen d’Albert - Der Stier von Olivera (Don Perez) - Tiefland (Pedro) - Ludwig van Beethoven - Fidelio (Florestan) - Georges Bizet - Carmen (Don José) - Karl Goldmark - Die Königin von Saba (Assad) - Fromental Halévy - Die Jüdin (Eleazar) - Ruggero Leoncavallo - Der Bajazzo (Canio) - Pietro Mascagni - Sizilianische Bauernehre (Turiddu) | - Giacomo Puccini - Madama Butterfly (Pinkerton) - La Bohème (Rodolfo) - Max von Schillings - Mona Lisa (Giovanni) - Franz Schreker - Die Gezeichneten (Aviano) - Giuseppe Verdi - Othello (Othello) - Rigoletto (Herzog von Mantua) - Il trovatore (Manrico) - Aida (Radames) - Richard Wagner - Tannhäuser (Tannhäuser) - Lohengrin (Lohengrin) - Die Meistersinger von Nürnberg (Walther von Stolzing) - Tristan und Isolde (Tristan) - Parsifal (Parsifal) |

## Diskografie
In den Jahren von 1910 bis 1912 nahm Mann in Lemberg eine größere Anzahl von Titeln für die Firma Pathé auf.
Von 1919 bis 1921 folgten in Berlin Aufnahmen für das Label Odeon (21 Seiten), darunter Duette mit Barbara Kemp.
- 1979 erschien bei Preiser Records, Wien in der Reihe „Lebendige Vergangenheit“ eine inzwischen vergriffene Schallplatte (Bestellnummer LV 74), die ausschließlich Odeon-Aufnahmen von Josef Mann aus den Jahren 1919–1921 enthält: Arien und Szenen von Halévy, Wagner, Verdi, Mascagni, Leoncavallo, Bizet und d’Albert[2]
- 2020 erschien bei Truesound Transfers, Berlin eine Doppel-CD mit sämtlichen Odeon-Aufnahmen Manns sowie einer Auswahl seiner Pathé-Titel[3].